# Glenn L. Martin Company
La Glenn L. Martin Company fue una empresa de construcción de aviones fundada por el pionero estadounidense Glenn L. Martin, conocida por ser la principal empresa que suministró a las fuerzas armadas estadounidenses durante la II Guerra Mundial y la posterior Guerra Fría. 

## Historia
Fue fundada por Glenn L.Martin en 1917 en Cleveland tras retirarse de su asociación con la Wright-Martin Aircraft Corporation
El primer gran éxito de esta firma fue el bombardero MB-1, un gran biplano requerido por el ejército de los Estados Unidos el 17 de enero de 1918. El MB-1 del que se construyeron diez ejemplares de serie entró en servicio demasiado tarde para participar en la Primera Guerra Mundial, pero el avión que le sucedió, el Martin MB-2 , tuvo tanto éxito que el Ejército hizo un pedido de 130 aparatos más.
En 1924 fabricó bajo licencia el bombardero de reconocimiento SC-1 de Curtiss. En 1929 Martin vendió la planta de Cleveland y construyó otra nueva en Maryland, cerca de Baltimore.
En los años 30 Martin construyó hidrocanoas para la US Navy, y el innovador bombardero B-10 para el Ejército. También fabricó los famosos hidrocanoas Martin Modelos 130 / 156 China Clipper usados por la compañía aérea Pan Am para su ruta entre San Francisco y Manila.
Durante la Segunda Guerra Mundial los aviones más importantes de Martin fueron el bombardero B-26 Marauder y el anfibio PBM Mariner, ampliamente usado para rescates marítimos, guerra antisubmarina y transporte.
Los esfuerzos de posguerra incluyeron prototipos poco afortunados de bombarderos como el XB-48 y el XB-51, el bombardero nocturno B-57 Canberra, el anfibio P5M Marlin y el avión de pasajeros bimotor Martin 4-0-4.
Martin se fusionó con la American-Marietta Corporation en 1961 y pasó a ser la Martin Marietta Corporation.
La compañía Martin tuvo como empleados a muchos ingenieros que luego fundaron sus propias empresas, incluyendo a William E. Boeing, Donald Douglas, Lawrence Bell, y James S. McDonnell.

## Productos

### Aviones de entrenamiento
- Martin T
- Martin S

### Aviones de ataque
- Martin T3M
- Martin T4M
- Martin BM
- Martin AM Mauler

### Bombarderos
- Martin MB
- Martin B-10
- Martin XB-16
- Martin 167 Maryland
- Martin 187 Baltimore
- Martin B-26 Marauder
- Martin XB-33 Super Marauder
- Martin XB-48
- Martin XB-51
- Martin B-57
- Martin Model 316 (XB-68)

### Aviones anfibios

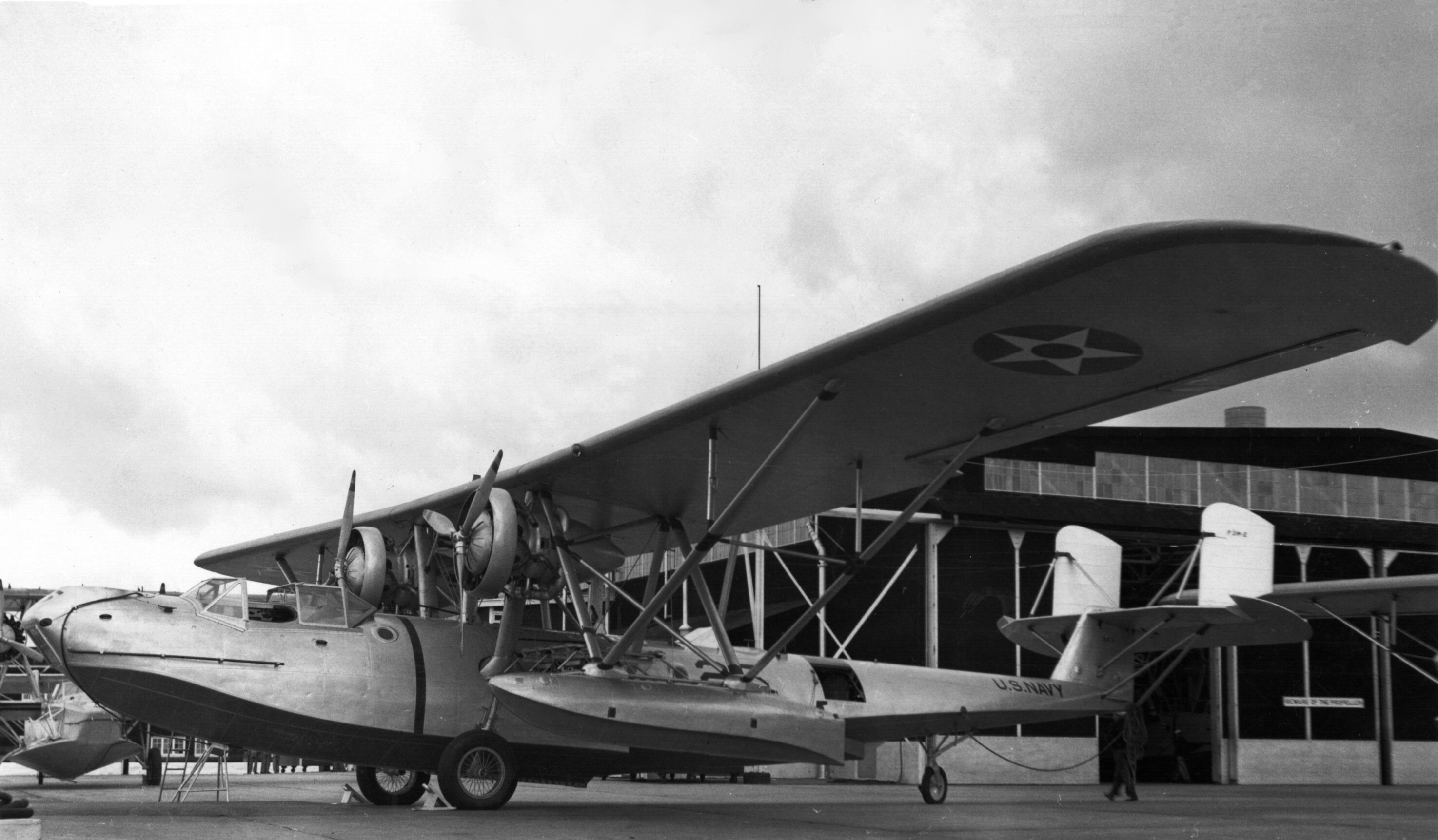
Martin P3M-2

- Martin PM
- Martin P3M
- Martin PBM Mariner
- Martin JRM Mars
- Martin P4M Mercator
- Martin P5M Marlin
- Martin P6M SeaMaster

### Aviones de pasajeros
- Martin M-130 China Clipper
- Martin M-156
- Martin 2-0-2
- Martin 4-0-4

### Cohetes
- Titan I
- Titan II
- Titan III
- Titan IV